# تونگ دیئن
تونگدیان (انگلیسی: Tongdian) یا تونگ دیئن، به چینی (通典)، یک متن دایرةالمعارف و تاریخ نهادی چینی است. این کتاب مجموعه ای از موضوعات را از دوران باستان تا سال ۷۵۶ پوشش می‌دهد، در حالی که یک چهارم کتاب بر روی دودمان تانگ تمرکز دارد.
این کتاب توسط دو یو Du You از سال ۷۶۶ تا ۸۰۱ نوشته شده است. این کتاب شامل ۲۰۰ جلد و حدود ۱٫۷ میلیون کلمه است و در برخی مواقع به عنوان نماینده‌ترین متون معاصر سلسله تانگ در نظر گرفته می‌شود. دو یو همچنین مطالب بسیاری را از منابع دیگر، از جمله کتابی نوشته برادرزاده‌اش، دو هوان، که در نبرد معروف نبرد طراز بین تانگ و اعراب در سال ۷۵۱ به اسارت درآمد و تا ده سال بعد به چین بازنگشت. قرن‌ها بعد الگوی آثار محقق ژنگ کیائو و ما دوانلین شد.